# والریوس لئونیدیس
والریوس لئونیدیس (یونانی: Βαλέριος Λεωνίδης؛ زادهٔ ۱۴ فوریهٔ ۱۹۶۶) وزنه‌بردار اهل یونان بود.
وی در مسابقات کشوری و بین‌المللی در مجموع برندهٔ ۳ مدال نقره، ۱ مدال برنز شده‌است.